# Fredegar-krónika
Fredegar-krónika (latinul: Chronicarum quae dicuntur Fredegarii Scholastici libri IV) nevet viseli egy 7. századi történeti mű, szerzőjének fiktív neve után. Historia Francorumként is nyilvántartják.

## Leírása
Ismeretes volt a korai középkorból egy latin nyelvű, meglehetősen bő terjedelmü, kéziratban fennmaradt világtörténeti és frank történeti mű. A krónikát a történetíró Claude Fauchet nyomtattata ki először 1613-ban, és ő nevezte el a szerzőt Fredegarnak. Később a német Bruno Kruschnak sikerült kimutatnia, hogy Fredegar valójában nem létezett, és a krónika három – személyükben nem ismert – író által készített kompiláció. A krónika Avenches burgundiai városban készült. Nyelvezete és szerkezete egyaránt a barbár germán behatásra vall. A krónika a világ teremtésétől Kr. u. 642-ig terjed, és utolsó részei fontos források a Merovingok, valamint a Kárpát-medencében élő szlávok, és első uralkodójuk Szamo történetére nézve.

## Magyar fordítás
- A mű nem rendelkezik teljes magyar fordítással, egy rövid részlet jelent meg IN: Sz. Jónás Ilona: Középkori egyetemes történeti szöveggyűjtemény, Osiris Kiadó, Budapest, 1999, ISBN 963-379-549-4, 579 p, részlet